# ناتالي بوده
ناتالي بوده (بالإنجليزية: Natalie Bode)‏ هي لاعبة كرة الشبكة أسترالية، ولدت في 16 ديسمبر 1982 في أديلايد في أستراليا.

## روابط خارجية
- ناتالي بوده على موقع اتحاد ألعاب الكومنولث (مؤرشف) (الإنجليزية)
- ناتالي بوده على موقع دورة ألعاب الكومنولث 2006 (مؤرشف) (الإنجليزية)